# 2020–2021-es spanyol női labdarúgó-bajnokság (első osztály)
A 2020–2021-es spanyol női labdarúgó-bajnokság első osztálya (hivatalos nevén: Primera División, vagy Primera Iberdrola) a spanyol női országos bajnokságok 33. szezonja, melyet tizennyolc csapat részvételével 2020. október 3. és 2021. június 27. között rendeznek.
A Barcelona együttese a pontvadászat 29. fordulójában bebiztosította 6. bajnoki címét.

## A bajnokság csapatai

### Csapatváltozások
| Kiesett a másodosztályba | Feljutott az első osztályba |
| ------------------------ | --------------------------- |
| –                        | Eibar Santa Teresa          |

A Club Deportivo Tacón együttese egyesült a Real Madrid csapatával.

### Csapatok adatai
| Klub                | Település           | Stadion                         | Férőhely | Vezetőedző             | 2019–20-as helyezés |
| ------------------- | ------------------- | ------------------------------- | -------- | ---------------------- | ------------------- |
| Athletic Bilbao     | Bilbao              | Lezama Facilities               | 3 200    | Iraia Iturregi         | 5.                  |
| Atlético Madrid     | Madrid              | Wanda Alcalá de Henares         | 2 700    | José Luis Sánchez Vera | 2.                  |
| Barcelona           | Barcelona           | Johan Cruyff Stadion            | 6 000    | Lluís Cortés           | 1.                  |
| Deportivo La Coruña | A Coruña            | Cidade Deportiva de Abegondo    | 1 000    | Manu Sánchez           | 4.                  |
| Eibar               | Eibar               | Instalaciones de Unbe           | 1 000    | Iker Dorronsoro        | 2. 2D               |
| Espanyol            | Barcelona           | Ciutat Esportiva Dani Jarque    | 1 500    | Rubén Casado           | 16.                 |
| Granadilla          | Granadilla de Abona | La Hoya del Pozo                | 3 000    | Francis Díaz           | 9.                  |
| Levante             | Valencia            | Ciudad Deportiva de Buñol       | 600      | María Pry              | 3.                  |
| Logroño             | Logroño             | Estadio Las Gaunas              | 15 902   | Javier Moncayo         | 7.                  |
| Madrid CFF          | Madrid              | Nuevo Matapiñonera              | 3 000    | Óscar Fernández        | 13.                 |
| Rayo Vallecano      | Madrid              | Ciudad Deportiva Rayo Vallecano | 2 000    | Carlos Santiso         | 8.                  |
| Real Betis          | Sevilla             | Ciudad Deportiva Luis del Sol   | 1 300    | Juan Carlos Amorós     | 12.                 |
| Real Madrid         | Madrid              | Ciudad Real Madrid              | 1 000    | David Aznar            | 10.                 |
| Real Sociedad       | San Sebastián       | Campo José Luis Orbegozo        | 2 500    | Natalia Arroyo         | 6.                  |
| Santa Teresa        | Badajoz             | El Vivero                       | 800      | Juan Carlos Antúnez    | 1. 2D               |
| Sevilla             | Sevilla             | Viejo Nervión                   | 7 500    | Cristian Toro          | 11.                 |
| Sporting Huelva     | Huelva              | La Orden                        | 1 500    | Jenny Benítez          | 14.                 |
| Valencia            | Valencia            | Ciudad Deportiva de Paterna     | 2 250    | José Bargues           | 15.                 |

### Vezetőedző váltások
| Csapat          | Távozó edző             | Ok               | Dátum              | Poz. | Érkező edző             | Dátum              |
| --------------- | ----------------------- | ---------------- | ------------------ | ---- | ----------------------- | ------------------ |
| Sporting Huelva | Antonio Toledo          | lemondás         | 2020. november 1.  | 18.  | Jenny Benítez           | 2020. november 2.  |
| Logroño         | Gerardo García León     | közös megegyezés | 2020. december 15. | 18.  | Javier Moncayo          | 2020. december 15. |
| Real Betis      | Pier Luigi Cherubino    | lemondás         | 2020. december 28. | 17.  | Rafael Ríos (megbízott) | 2020. december 28. |
| Real Betis      | Rafael Ríos (megbízott) | szerződés vége   | 2021. január 15.   | 17.  | Juan Carlos Amorós      | 2021. január 15.   |
| Athletic Bilbao | Ángel Villacampa        | lemondás         | 2020. november 1.  | 11.  | Iraia Iturregi          | 2020. november 2.  |

## Tabella
| #   | Csapat              | M  | GY | D  | V  | G+ – G– | GK   | P  | Megjegyzések                 |
| --- | ------------------- | -- | -- | -- | -- | ------- | ---- | -- | ---------------------------- |
| 1.  | Barcelona CV        | 34 | 33 | 0  | 1  | 167–15  | +152 | 99 | Bajnokok Ligája (csoportkör) |
| 2.  | Real Madrid         | 34 | 23 | 5  | 6  | 75–33   | +42  | 74 | Bajnokok Ligája (2. forduló) |
| 3.  | Levante             | 34 | 21 | 7  | 6  | 68–43   | +25  | 70 | Bajnokok Ligája (1. forduló) |
| 4.  | Atlético Madrid     | 34 | 18 | 9  | 7  | 61–32   | +29  | 63 |                              |
| 5.  | Real Sociedad       | 34 | 18 | 7  | 9  | 66–44   | +22  | 61 |                              |
| 6.  | Granadilla          | 34 | 17 | 7  | 10 | 58–47   | +11  | 58 |                              |
| 7.  | Madrid CFF          | 34 | 16 | 5  | 13 | 49–44   | +5   | 53 |                              |
| 8.  | Sevilla             | 34 | 12 | 9  | 13 | 42–49   | −7   | 45 |                              |
| 9.  | Valencia            | 34 | 11 | 11 | 12 | 51–60   | −9   | 44 |                              |
| 10. | Sporting Huelva     | 34 | 12 | 8  | 14 | 37–48   | −11  | 44 |                              |
| 11. | Athletic Bilbao     | 34 | 11 | 7  | 16 | 43–60   | −17  | 40 |                              |
| 12. | Real Betis          | 34 | 9  | 8  | 17 | 34–62   | −28  | 35 |                              |
| 13. | Rayo Vallecano      | 34 | 8  | 10 | 16 | 37–58   | −21  | 34 |                              |
| 14. | Eibar Ú             | 34 | 9  | 6  | 19 | 32–62   | −30  | 33 |                              |
| 15. | Deportivo La Coruña | 34 | 8  | 5  | 21 | 39–81   | −42  | 29 | Segunda División             |
| 16. | Espanyol            | 34 | 6  | 7  | 21 | 31–70   | −39  | 25 | Segunda División             |
| 17. | Logroño             | 34 | 5  | 9  | 20 | 32–60   | −28  | 24 | Segunda División             |
| 18. | Santa Teresa Ú      | 34 | 6  | 6  | 22 | 23–76   | −53  | 24 | Segunda División             |

Utolsó frissítés: 2021. június 27. 
Forrás: RFEF 
A rangsorolás alapszabályai: 1. összpontszám, 2. egymás elleni eredmények összpontszáma, 3. gólkülönbség, 4. szerzett gólok száma.
(B): Bajnokcsapat, (K): Kieső csapat, (F): Feljutó csapat, (I): Kupainduló, (R): A rájátszás győztese, (KGY): Kupagyőztes

## Statisztikák

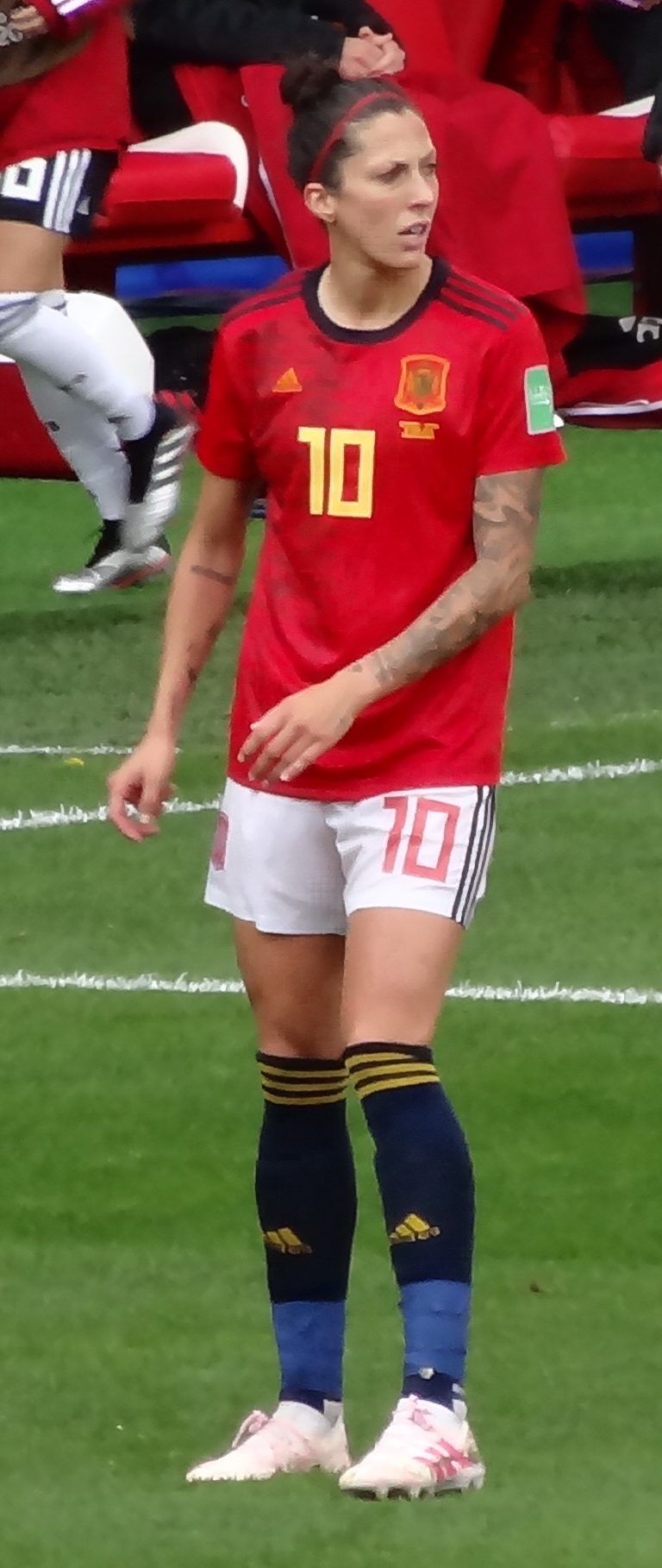
Jennifer Hermoso ötödik gólkirálynői címét abszolválta 31 találatával

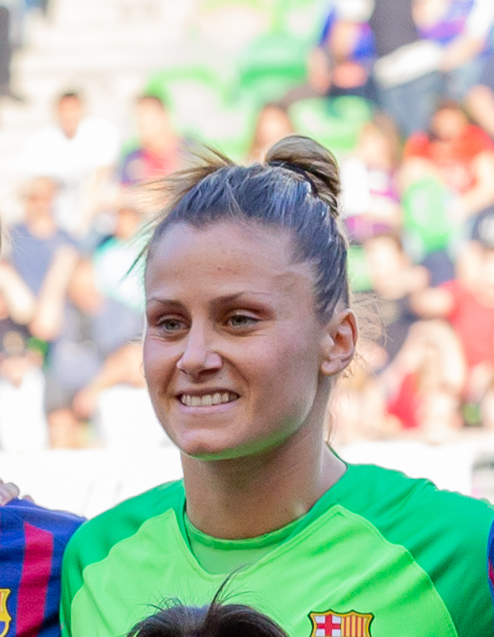
Sandra Paños 16 meccsen maradt gól nélkül

| Gól | Név                     | Csapat              |
| --- | ----------------------- | ------------------- |
| 31  | Jennifer Hermoso        | Barcelona           |
| 30  | Esther González         | Levante             |
| 18  | Asisat Oshoala          | Barcelona           |
| 18  | Alexia Putellas         | Barcelona           |
| 16  | Kosovare Asllani        | Real Madrid         |
| 15  | Lucía García            | Athletic Bilbao     |
| 15  | Ludmila                 | Atlético Madrid     |
| 15  | Lieke Martens           | Barcelona           |
| 14  | Marta Cardona           | Real Madrid         |
| 13  | Mariona Caldentey       | Barcelona           |
| 13  | Deyna Castellanos       | Atlético Madrid     |
| 13  | Nerea Eizagirre         | Real Sociedad       |
| 13  | Amaiur Sarriegi         | Real Sociedad       |
| 12  | Danyelle                | Sporting Huelva     |
| 12  | Bruna Vilamala          | Barcelona           |
| 11  | Sanni Franssi           | Real Sociedad       |
| 11  | Nahikari García         | Real Sociedad       |
| 11  | Cristina Martín-Prieto  | Granadilla          |
| 10  | Peke Barea              | Deportivo La Coruña |
| 10  | Aitana Bonmatí          | Barcelona           |
| 10  | Ellen Jansen            | Valencia            |
| 10  | Thembi Kgatlana         | Eibar               |
| 10  | Pisco                   | Granadilla          |
| 10  | Ángela Sosa             | Real Betis          |
| 10  | Marta Torrejón          | Barcelona           |
| 9   | Candela Andújar         | Valencia            |
| 9   | Athenea del Castillo    | Deportivo La Coruña |
| 9   | Mayra Ramírez           | Sporting Huelva     |
| 8   | Cristina Baudet         | Espanyol            |
| 8   | Priscila Borja          | Madrid CFF          |
| 8   | Patricia Guijarro       | Barcelona           |
| 8   | Caroline Hansen         | Barcelona           |
| 8   | Sofia Jakobsson         | Real Madrid         |
| 8   | María José              | Granadilla          |
| 8   | Alba Merino             | Deportivo La Coruña |
| 8   | Clàudia Pina            | Sevilla             |
| 7   | Nataša Andonova         | Levante             |
| 7   | Jade Boho               | Logroño             |
| 7   | Slađana Bulatović       | Rayo Vallecano      |
| 7   | Zenatha Coleman         | Sevilla             |
| 7   | Ana Franco              | Sevilla             |
| 7   | Geyse                   | Madrid CFF          |
| 7   | Emelyne Laurent         | Atlético Madrid     |
| 7   | Lombi                   | Espanyol            |
| 7   | Lorena Navarro          | Real Madrid         |
| 7   | Alba Redondo            | Levante             |
| 7   | Valéria                 | Madrid CFF          |
| 6   | Bárbara Latorre         | Real Sociedad       |
| 6   | Belén Martínez          | Santa Teresa        |
| 6   | Irene Oguiza            | Athletic Bilbao     |
| 6   | Mari Paz Vilas          | Real Betis          |
| 6   | Clare Pleurer           | Granadilla          |
| 6   | Sandie Toletti          | Levante             |
| 5   | Arola Aparicio          | Eibar               |
| 5   | Olga Carmona            | Real Madrid         |
| 5   | Rebecca Elloh           | Logroño             |
| 5   | Paula Fernández         | Rayo Vallecano      |
| 5   | Gabriela García         | Deportivo La Coruña |
| 5   | Ida Guehai              | Logroño             |
| 5   | Aurélie Kaci            | Real Madrid         |
| 5   | Estefanía Lima          | Santa Teresa        |
| 5   | Jessica Martínez        | Real Madrid         |
| 5   | Mônica                  | Madrid CFF          |
| 5   | Jennifer Morilla        | Sporting Huelva     |
| 5   | Allegra Poljak          | Granadilla          |
| 5   | Natalia Ramos           | Granadilla          |
| 5   | Ana Teresa              | Rayo Vallecano      |
| 4   | Grace Asantewaa         | Logroño             |
| 4   | Carla Bautista          | Valencia            |
| 4   | Cristina Cubedo         | Valencia            |
| 4   | María Díaz              | Athletic Bilbao     |
| 4   | Ana-Maria Crnogorčević  | Barcelona           |
| 4   | Merel van Dongen        | Atlético Madrid     |
| 4   | Inma Gabarro            | Sevilla             |
| 4   | Sheila García           | Rayo Vallecano      |
| 4   | Vanesa Gimbert          | Athletic Bilbao     |
| 4   | Fatoumata Kanteh        | Sporting Huelva     |
| 4   | Kuki                    | Eibar               |
| 4   | Ana Marcos              | Valencia            |
| 4   | Leicy Santos            | Atlético Madrid     |
| 4   | Teresa Morató           | Rayo Vallecano      |
| 4   | Toni Payne              | Sevilla             |
| 4   | Marinela Szymanowksi    | Espanyol            |
| 4   | Tanaka Jóko             | Sporting Huelva     |
| 4   | Sara Tui                | Madrid CFF          |
| 3   | Teresa Abelleira        | Real Madrid         |
| 3   | Julia Aguado            | Valencia            |
| 3   | Beatriz Beltrán         | Valencia            |
| 3   | Florencia Bonsegundo    | Valencia            |
| 3   | Yulema Corres           | Athletic Bilbao     |
| 3   | Estela Fernández        | Madrid CFF          |
| 3   | Mireya García           | Santa Teresa        |
| 3   | Pilar García            | Rayo Vallecano      |
| 3   | Ana González Rosa       | Real Betis          |
| 3   | Irene Guerrero          | Levante             |
| 3   | Kheira Hamraoui         | Barcelona           |
| 3   | Jamamoto Maja           | Espanyol            |
| 3   | Inés Juan               | Logroño             |
| 3   | Mapi León               | Barcelona           |
| 3   | Vicky Losada            | Barcelona           |
| 3   | Asun Martínez           | Valencia            |
| 3   | María Méndez            | Levante             |
| 3   | Eva Navarro             | Levante             |
| 3   | Sara Navarro            | Eibar               |
| 3   | Rosa Otermin            | Real Betis          |
| 3   | Kiana Palacios          | Real Sociedad       |
| 3   | Raquel Pinel            | Sevilla             |
| 3   | Macarena Portales       | Madrid CFF          |
| 3   | Iina Salmi              | Valencia            |
| 3   | Amanda Sampedro         | Athletic Bilbao     |
| 3   | Melanie Serrano         | Barcelona           |
| 3   | Anna Torroda            | Valencia            |
| 3   | Manuela Vanegas         | Espanyol            |
| 2   | Yanara Aedo             | Rayo Vallecano      |
| 2   | Maite Albarrán          | Sevilla             |
| 2   | Oriana Altuve           | Real Betis          |
| 2   | Lady Andrade            | Deportivo La Coruña |
| 2   | Ariana Arias            | Real Madrid         |
| 2   | Ainoa Campo             | Deportivo La Coruña |
| 2   | Marta Carro             | Valencia            |
| 2   | Dorine Chuigoué         | Real Betis          |
| 2   | Marta Corredera         | Real Madrid         |
| 2   | Silvia Doblado          | Granadilla          |
| 2   | Laura Domínguez         | Madrid CFF          |
| 2   | Isadora Freitas         | Rayo Vallecano      |
| 2   | Aixa García             | Real Betis          |
| 2   | Patricia Gavira         | Granadilla          |
| 2   | Paola Hernández         | Granadilla          |
| 2   | Jujuba                  | Eibar               |
| 2   | Turid Knaak             | Atlético Madrid     |
| 2   | Maria Llompart          | Eibar               |
| 2   | Cecilia Marcos          | Real Sociedad       |
| 2   | Leyre Monente           | Athletic Bilbao     |
| 2   | Ajara Nchout            | Atlético Madrid     |
| 2   | María Neira             | Santa Teresa        |
| 2   | Paula Nicart            | Espanyol            |
| 2   | Linda Nyman             | Logroño             |
| 2   | Ange N'Guessan          | Granadilla          |
| 2   | Osinachi Ohale          | Madrid CFF          |
| 2   | Bea Parra               | Real Betis          |
| 2   | Paula Perea             | Real Betis          |
| 2   | Kenti Robles            | Real Madrid         |
| 2   | Camila Sáez             | Rayo Vallecano      |
| 2   | Aissatou Tounkara       | Atlético Madrid     |
| 2   | Chioma Ubogagu          | Real Madrid         |
| 2   | Oihane Valdezate        | Athletic Bilbao     |
| 2   | Caroline Van Slambrouck | Santa Teresa        |
| 2   | Kayla Zophia            | Granadilla          |
| 2   | Claudia Zornoza         | Levante             |
| 1   | Rasheedat Ajibade       | Atlético Madrid     |
| 1   | Laia Aleixandri         | Atlético Madrid     |
| 1   | Ana Carol               | Sporting Huelva     |
| 1   | Paula Andújar           | Rayo Vallecano      |
| 1   | Carla Armengol          | Sevilla             |
| 1   | Eunate Arraiza          | Athletic Bilbao     |
| 1   | Carla Álvarez           | Atlético Madrid     |
| 1   | Estefanía Banini        | Levante             |
| 1   | Stephanie Blanco        | Deportivo La Coruña |
| 1   | Berta Bou               | Barcelona           |
| 1   | Ruth Bravo              | Rayo Vallecano      |
| 1   | Sandra Castelló         | Sporting Huelva     |
| 1   | Marta Cazalla           | Logroño             |
| 1   | Rita Chikwelu           | Madrid CFF          |
| 1   | Laia Codina             | Barcelona           |
| 1   | Aldana Cometti          | Levante             |
| 1   | Cinta Del Mar           | Sporting Huelva     |
| 1   | Nekane Díez             | Athletic Bilbao     |
| 1   | Toni Duggan             | Atlético Madrid     |
| 1   | Isabella Echeverri      | Sevilla             |
| 1   | Maria Estella           | Granadilla          |
| 1   | Carol Férez             | Levante             |
| 1   | Zaira Flores            | Rayo Vallecano      |
| 1   | Amanda Frisbie          | Madrid CFF          |
| 1   | Nerea Gantxegi          | Eibar               |
| 1   | Olga García             | Logroño             |
| 1   | Virgy García            | Sevilla             |
| 1   | Cristina Gey            | Sporting Huelva     |
| 1   | Gema Gili               | Real Sociedad       |
| 1   | Lucía Gómez             | Levante             |
| 1   | Queralt Gómez           | Eibar               |
| 1   | Kerolin                 | Madrid CFF          |
| 1   | Ana González Martín     | Real Betis          |
| 1   | Oihane Hernández        | Athletic Bilbao     |
| 1   | Jimena López            | Eibar               |
| 1   | Maitane López           | Real Sociedad       |
| 1   | Lova Lundin             | Logroño             |
| 1   | Judith Luzuriaga        | Logroño             |
| 1   | Carol Marín             | Logroño             |
| 1   | Rosa Márquez            | Real Betis          |
| 1   | Patricia Mascaró        | Santa Teresa        |
| 1   | Andrea Medina           | Real Betis          |
| 1   | Alba Mellado            | Santa Teresa        |
| 1   | Núria Mendoza           | Real Sociedad       |
| 1   | Carla Morera            | Eibar               |
| 1   | Maite Oroz              | Real Madrid         |
| 1   | Samara Ortiz            | Real Madrid         |
| 1   | Leila Ouahabi           | Barcelona           |
| 1   | Valeria Pasquet         | Logroño             |
| 1   | Brenda Pérez            | Espanyol            |
| 1   | Nerea Pérez             | Santa Teresa        |
| 1   | Lucía Ramírez           | Sevilla             |
| 1   | Ariadna Rovirola        | Santa Teresa        |
| 1   | Vanesa Santana          | Sporting Huelva     |
| 1   | Letti Sevilla           | Espanyol            |
| 1   | Sara Sola               | Espanyol            |
| 1   | Paola Soldevila         | Valencia            |
| 1   | Kylie Strom             | Atlético Madrid     |
| 1   | Julie Tavlo Petersson   | Logroño             |
| 1   | Ana Tejada              | Real Sociedad       |
| 1   | Thaísa                  | Real Madrid         |
| 1   | Helena Torres           | Deportivo La Coruña |
| 1   | Itxaso Uriarte          | Real Sociedad       |
| 1   | Erika Vázquez           | Valencia            |
| 1   | Ainhoa Vicente          | Athletic Bilbao     |
| 1   | Alba Zafra              | Santa Teresa        |

| Öngól | Név               | Csapat              |
| ----- | ----------------- | ------------------- |
| 1     | Laia Aleixandri   | Atlético Madrid     |
| 1     | Paula Andújar     | Rayo Vallecano      |
| 1     | Iris Arnaiz       | Deportivo La Coruña |
| 1     | Raquel Ayuso      | Santa Teresa        |
| 1     | Slađana Bulatović | Rayo Vallecano      |
| 1     | Irene Calderón    | Espanyol            |
| 1     | María Jiménez     | Valencia            |
| 1     | Judith Luzuriaga  | Logroño             |
| 1     | Jenna McCormick   | Real Betis          |
| 1     | Teresa Merida     | Sevilla             |
| 1     | Garazi Murua      | Athletic Bilbao     |
| 1     | María Neira       | Santa Teresa        |
| 1     | Chidinma Okeke    | Madrid CFF          |
| 1     | Andreea Părăluță  | Levante             |
| 1     | Marta Parralejo   | Santa Teresa        |
| 1     | Xènia Pérez       | Espanyol            |
| 1     | Natalia Ramos     | Granadilla          |
| 1     | Nuria Rábano      | Real Sociedad       |
| 1     | María Rodríguez   | Real Madrid         |
| 1     | Ariadna Rovirola  | Santa Teresa        |
| 1     | Naroa Uriarte     | Athletic Bilbao     |
| 1     | Noelia Villegas   | Deportivo La Coruña |

| Mérk. | Név                    | Csapat              |
| ----- | ---------------------- | ------------------- |
| 16    | Sandra Paños           | Barcelona           |
| 13    | María Rodríguez        | Real Madrid         |
| 11    | Patricia Larqué        | Rayo Vallecano      |
| 11    | Paola Ulloa            | Madrid CFF          |
| 10    | Pauline Peyraud-Magnin | Atlético Madrid     |
| 8     | Noelia Ramos           | Sevilla             |
| 7     | Maria Lopez            | Levante             |
| 6     | Chelsea Ashurst        | Sporting Huelva     |
| 6     | Cata Coll              | Barcelona           |
| 6     | Méline Gérard          | Real Betis          |
| 6     | Mariasun Quiñones      | Real Sociedad       |
| 6     | Esther Sullastres      | Deportivo La Coruña |
| 5     | Malena Mieres          | Eibar               |
| 5     | Andrea de la Nava      | Athletic Bilbao     |
| 5     | Enith Salón            | Valencia            |
| 4     | Noelia García          | Eibar               |
| 4     | Hedvig Lindahl         | Atlético Madrid     |
| 4     | Aline Reis             | Granadilla          |
| 4     | Pamela Tajonar         | Logroño             |
| 3     | Yolanda Aguirre        | Santa Teresa        |
| 3     | Adriana Nanclares      | Real Sociedad       |
| 2     | Vanina Correa          | Espanyol            |
| 2     | Gemma Font             | Barcelona           |
| 2     | Noelia Gil             | Valencia            |
| 1     | Anna Buhigas           | Sporting Huelva     |
| 1     | Nayluisa Cáceres       | Granadilla          |
| 1     | Kelsey Dossey          | Espanyol            |
| 1     | Isabel Longa           | Logroño             |
| 1     | Andreea Părăluță       | Levante             |
| 1     | Amaia Peña             | Athletic Bilbao     |
| 1     | Montse Quesada         | Espanyol            |
| 1     | Sara Serrat            | Sevilla             |